# Culex bengalensis
Culex bengalensis är en tvåvingeart som beskrevs av Philip James Barraud 1934. Culex bengalensis ingår i släktet Culex och familjen stickmyggor. Inga underarter finns listade i Catalogue of Life.